# Fame (cançó d'Irene Cara)
"Fame" és una cançó pop, escrita per Michael Gore (música) i Dean Pitchford (lletra) i llançada el 1980, que va obtenir un èxit com a cançó temàtica de la pel·lícula Fama i la sèrie de televisió. La cançó va ser interpretada per Irene Cara, que va interpretar el paper de Coco Hernandez a la pel·lícula original. Va guanyar l'Oscar a la Millor Cançó Original el 1980, i el Globus d'Or el mateix any. El 2004 va acabar al número 51 de la llista AFI's 100 Years...100 Songs (en català 100 anys d'AFI... 100 cançons) dels temes més destacats del cinema estatunidenc.

## Història
Irene Cara va interpretar el paper de Coco Hernandez a la pel·lícula Fame i va cantar la veu de la cançó temàtica. La música de la cançó va ser de Michael Gore i la lletra de Dean Pitchford. La cançó va obtenir per a Cara una nominació al Grammy a la millor interpretació vocal pop femenina. La pel·lícula es va convertir en una "sensació de la nit al dia". La cançó va guanyar un Oscar a la millor cançó de pel·lícula el 1981. La pel·lícula es va adaptar a una sèrie de televisió i espectacles escènics que van recórrer Europa. El juliol del 1982 es va tornar a rellançar com cançó temàtica per a la sèrie de televisió, que es va emetre entre 1982 i 1987 i va estar al capdavant de les llistes de britàniques. També es va utilitzar en altres programes de televisió relacionats amb Fame.

## Personal
- Irene Cara: vocalisca principal, cors
- Rob Mounsey: teclats, piano
- Leon Pendarvis: teclats, arranjaments
- Kenneth Bichel: sintetitzador
- Neil Jason: baix
- Elliott Randall: solista de guitarra
- David Spinozza, Jeff Mironov: guitarres
- Yogi Horton: bateria
- Jimmy Maelen, Crusher Bennet: percussió
- Louise Bethune, Peggie Blue, Ivonne Lewis, Ullanda McCullough, Deborah McDuffie, Vicki Sue Robinson, Ann E. Sutton, Luther Vandross: cors

## Gràfics
"Fame" va arribar al número quatre del Billboard Hot 100 el setembre de 1980. També va assolir el número u de la llista de dance Billboard durant una setmana. La cançó es va reeditar al Regne Unit el juliol de 1982, on va arribar al capdavant de la llista de singles del Regne Unit durant tres setmanes després de l'estrena de la sèrie de televisió Fame a la cadena de televisió britànica BBC One el mes anterior, convertint-se en la tercera cançó cançó més venuda del 1982 al Regne Unit darrere de "Eye of the Tiger" de Survivor i "Come On Eileen" de Dexys Midnight Runners and the 'Emerald Express, aquest últim va destronar "Fame" de la part superior de la llista de singles del Regne Unit. Ha venut més de 1,07 milions de còpies a la Gran Bretanya fins a setembre de 2017. La cançó també va aconseguir el número u a Flandes, Irlanda, els Països Baixos i Nova Zelanda, i el número tres a Austràlia i Suècia.
| Classificacions (1980–83)        | Millor posició |
| -------------------------------- | -------------- |
| Australia (Kent Music Report)    | 3              |
| Bélgica (Ultratop 50 Flanders)   | 1              |
| Canada (RPM)                     | 42             |
| França (SNEP)                    | 2              |
| Irlanda (IRMA)                   | 1              |
| Holanda (Dutch Top 40)           | 1              |
| Holanda (Dutch Single Top 100)   | 1              |
| Nova Zelanda (Recorded Music NZ) | 1              |
| Regne Unit (OCC)                 | 3              |
| Sud Africa (Springbok Radio)     | 3              |
| Suècia (Sverigetopplistan)       | 3              |
| US (Billboard hot100)            | 4              |
| US (Dance Club Songs Billboard)  | 1              |
| US Cashbox Top 100 Pop Singles   | 5              |

| Llistes (1980)                      | Posició |
| ----------------------------------- | ------- |
| Australia (Kent Music Report)       | 29      |
| US Billboard Hot 100                | 66      |
| US Cash Box Top 100 Pop Singles     | 40      |
| Llistes (1982)                      | Posició |
| Nova Zelanda (Recorded Music NZ)    | 11      |
| UK (British Market Research Bureau) | 3       |
| Llistes (1983)                      | Posició |
| Holanda (Single Top 100)            | 2       |

## Certificacions
| País                                                                  | Certificat | unitats certificades/Vendes |
| --------------------------------------------------------------------- | ---------- | --------------------------- |
| Canadà (Music Canada)                                                 | Or         | 50.000*                     |
| França                                                                | Or         | 653.000                     |
| Holanda (NVIP)                                                        | Or         | 100.000*                    |
| Regne Unit                                                            | Or         | 1,079,222                   |
| (*) Xifra mínima necessària per a la certificació. Sense dades finals |            |                             |